# Kąpiołki
Kąpiołki – wieś w Polsce położona w województwie małopolskim, w powiecie olkuskim, w gminie Wolbrom.
W latach 1975–1998 miejscowość administracyjnie należała do województwa katowickiego.